# Skoczkowce (grzyby)
Skoczkowce, grzyby skoczkowe (Chytridiomycota Doweld) – typ grzybów. Jest to jedna z głównych linii rozwojowych, prawdopodobnie takson parafiletyczny.

## Charakterystyka
Ciała jednokomórkowe lub małe komórczakowe grzybnie. Wytwarzają wici, co jest nietypowe dla grzybów. Zaliczane też czasem do królestwa Protista. Skoczkowce zachowały wiele cech pierwotnych grzybów m.in. gamety opatrzone wicią. Występują zarówno kinetosomy, jak i niefunkcjonalne centriole. Plecha monocentryczna, policentryczna lub nitkowata. Funkcję spichrzową pełni kulka tłuszczu. Rozmnażanie bezpłciowe przez zoospory z jedną wicią skierowaną ku tyłowi lub autospory. Rozmnażanie płciowe na drodze izogamii lub oogamii. Żyją w glebie lub pasożytniczo. Należy do nich ok. 600 gatunków. Takson wyróżniany jako typ od połowy XX w., opisany zgodnie z wymaganiami nomenklatury botanicznej w systemie Hibbetta i in.
Cykl rozwojowy na przykładzie Synchytrium endobioticum: zoospora skoczkowców dostając się do komórki żywiciela (ziemniaka) traci wić i przybiera postać pełzaka. Żywiciel reaguje na infekcję pasożyta hipertrofią (wytworzeniem na bulwie nieforemnych narośli). We wnętrzu komórki przechodzi kariokinezę i powstaje wielojądrowa grzybnia. Po jej pęknięciu powstają zoospory, które się wysypują. Ten cykl powtarza się całe lato. Jesienią łączą się gamety (izogamia) i powstaje zygota diploidalna z dwiema wiciami. Wnikając do komórki żywiciela traci obie wici i otacza się grubą ścianą (funkcja przetrwalnikowa). Wiosną przechodzi mejozę, następnie mitozy i wytwarza nowe zoospory.
Do skoczkowców należy m.in. Synchytrium endobioticum wywołujący raka ziemniaczanego.

## Systematyka
Według aktualizowanej klasyfikacji Index Fungorum bazującej na Dictionary of the Fungi do typu Chytridiomycota należą:
- klasa Chytridiomycetes M. Möbius 1929 – skoczkowe
- klasa Lobulomycetes Tedersoo, Sánchez-Ramírez, Kõljalg, Bahram, Döring, Schigel, T. May, M. Ryberg & Abarenkov 2018
- klasa Mesochytriomycetes Tedersoo, Sánchez-Ramírez, Kõljalg, Bahram, Döring, Schigel, T. May, M. Ryberg & Abarenkov 2018
- klasa Monoblepharidomycetes J.H. Schaffn. 1909
- klasa Rhizophydiomycetes Tedersoo, Sánchez-Ramírez, Kõljalg, Bahram, Döring, Schigel, T. May, M. Ryberg & Abarenkov 2018
- klasa Incertae sedis

Dawne klasyfikacjeWe wcześniejszych systemach taksonomicznych przedstawiciele tej grupy byli zaliczani do glonowców. Rzędy Chytridiales, Monoblepharidales i Blastocladiales łączono w podklasę glonowców Uniflagellatae (jednowiciowce). W miarę poznawania szczegółów budowy i filogenezy, grupie tej nadawano coraz wyższą rangę taksonomiczną i oddzielano od pozostałych grzybów niższych, a podkreślano związki z grzybami wyższymi. W jednym z systemów z końca XX w. nadawano im status monotypowej podgromady w gromadzie Eumycota (grzyby właściwe). W systemie tym podgromada Chytridiomycotina (biczykowe, skoczki, skoczniaki) zawiera tylko jedną klasę Chytridiomycetes (skoczkowe) podzieloną na następujące rzędy: Olpidiales (olpidiowce), Chytridiales (skoczkowce), Blastocladiales (blastokladiowce, różnogametowce), Harpochytriales (harpochytriowce) i Monoblepharidiales (jednowiciowce, jednorzęskowce).